# ブラウン・ベアーズ
ブラウン・ベアーズ（英: Brown Bears）は、アメリカ合衆国のブラウン大学のスポーツ競技チーム。NCAAディビジョンI所属。

## 競技チーム
| 男子スポーツ                            | 女子スポーツ       |
| --------------------------------------- | ------------------ |
| 野球                                    | バスケットボール   |
| バスケットボール                        | ローイング         |
| ローイング                              | クロスカントリー   |
| クロスカントリー                        | フィールドホッケー |
| フットボール                            | 体操               |
| アイスホッケー                          | アイスホッケー     |
| ラクロス                                | ラクロス           |
| サッカー                                | ラグビー           |
| 水泳・飛込                              | サッカー           |
| テニス                                  | ソフトボール       |
| 陸上†                                   | 水泳・飛込         |
| 水球                                    | テニス             |
| レスリング                              | 陸上†              |
|                                         | バレーボール       |
|                                         | 水球               |
| 男女混合スポーツ                        |                    |
| セーリング                              |                    |
| †屋外競技チームと室内競技チームがある。 |                    |